# Luboš Ilizi
Luboš Ilizi (Nitra, 13 ottobre 1982) è un ex calciatore slovacco, di ruolo portiere.

## Palmarès

### Club

#### Competizioni nazionali
- Campionato ceco: 1

Viktoria Plzeň: 2010-2011
- Pohár ČMFS: 1

Viktoria Plzeň: 2009-2010